# Overhaaste generalisatie
Een overhaaste generalisatie, ook bekend als de "wet van de kleine aantallen" (de tegenhanger van de "wetten van de grote aantallen"), secundum quid of "overgeneralisatie", is een drogreden waarbij een standpunt wordt beargumenteerd op basis van te weinig en niet-representatieve gegevens. Er wordt een algemene uitspraak gedaan aan de hand van meestal anekdotische bewijzen. 
In de statistiek gebruikt men daarom bepaalde regels om uitspraken te kunnen doen met een bepaalde significantie.  

## Voorbeelden
- "Mijn hond is zwart, dus alle honden zijn zwart."
- "Sommige drugs zijn erg verslavend en kunnen dodelijk zijn in korte tijd. Daarom moeten alle drugs verboden worden."
- “Die gevangene heeft nadat hij vrij kwam direct weer een misdaad gepleegd. Gevangenen moeten helemaal niet vervroegd vrij komen.”
- "Ik ben drie dagen in Londen geweest: het regent daar altijd!"
- "Mijn tante rookte twee pakjes sigaretten per dag, maar ze is gewoon 90 geworden. Roken is dus helemaal niet zo slecht voor je gezondheid!"
- "Die paar ongevaccineerden in de media uiten extreemrechtse opvattingen, dus alle ongevaccineerden zijn extreemrechts."